# Ligue 1 2010-2011
L'edizione 2010-11 della Ligue 1, che è iniziata il 7 agosto 2010, è il settantatreesimo campionato di calcio francese di massima divisione.

## Squadre partecipanti
| Club                | Città                | Stadio                       | Risultato Stagione 2009-2010 |
| ------------------- | -------------------- | ---------------------------- | ---------------------------- |
| Arles               | Arles-Avignone       | Parc des Sports              | 3º in Ligue 2                |
| Auxerre             | Auxerre              | Stade Abbé-Deschamps         | 3° in Ligue 1                |
| Bordeaux            | Bordeaux             | Stadio Jacques Chaban-Delmas | 6° in Ligue 1                |
| Caen                | Caen                 | Stadio Michel d'Ornano       | Vincitore della Ligue 2      |
| Lens                | Lens                 | Stadio Félix Bollaert        | 11° in Ligue 1               |
| Lilla               | Lilla                | Stadio Lille-Metropole       | 4° in Ligue 1                |
| Lorient             | Lorient              | Stade du Moustoir            | 7° in Ligue 1                |
| Monaco              | Principato di Monaco | Stade Louis II               | 8° in Ligue 1                |
| Montpellier         | Montpellier          | Stade de la Mosson           | 5° in Ligue 1                |
| Nancy               | Nancy                | Stade Marcel Picot           | 12° in Ligue 1               |
| Nizza               | Nizza                | Stade Municipal du Ray       | 15° in Ligue 1               |
| Olympique Lione     | Lione                | Stadio di Gerland            | 2° in Ligue 1                |
| Olympique Marsiglia | Marsiglia            | Stadio Vélodrome             | Campione di Francia          |
| Paris Saint-Germain | Parigi               | Parc des Princes             | 13° in Ligue 1               |
| Rennes              | Rennes               | Stade de la Route de Lorient | 9° in Ligue 1                |
| Saint-Étienne       | Saint-Étienne        | Stade Geoffroy-Guichard      | 17° in Ligue 1               |
| Sochaux             | Sochaux Montbéliard  | Stade Auguste Bonal          | 16° in Ligue 1               |
| Brest               | Brest                | Stadio Francis-Le Blé        | 2º in Ligue 2                |
| Tolosa              | Tolosa               | Stadium Municipal            | 14° in Ligue 1               |
| Valenciennes        | Valenciennes         | Stade Nungesser              | 10° in Ligue 1               |

### Allenatori e primatisti
| Squadra             | Allenatore                                                               | Calciatore più presente                                    | Capocannoniere                                                  |
| ------------------- | ------------------------------------------------------------------------ | ---------------------------------------------------------- | --------------------------------------------------------------- |
| Arles-Avignon       | Michel Estevan (1ª-5ª) Jean-Louis Saez (6ª-8ª) Faruk Hadžibegić (9ª-38ª) | Franck Dja Djédjé (34)                                     | Franck Dja Djédjé (4)                                           |
| Auxerre             | Jean Fernandez                                                           | Adama Coulibaly, Olivier Sorin (38)                        | Valter Birsa, Ireneusz Jeleń, Benoît Pedretti, Alain Traoré (5) |
| Bordeaux            | Jean Tigana (1ª-34ª) Jean-Guy Wallemme (35ª-38ª)                         | Jaroslav Plašil (38)                                       | Anthony Modeste (10)                                            |
| Brest               | Alex Dupont                                                              | Steeve Elana (38)                                          | Bruno Grougi (9)                                                |
| Caen                | Franck Dumas                                                             | Youssef El-Arabi, Kandia Traoré (38)                       | Youssef El-Arabi (17)                                           |
| Lens                | Jean-Guy Wallemme (1ª-19ª) László Bölöni (20ª-38ª)                       | Henri Bedimo (35)                                          | Issam Jemâa (5)                                                 |
| Lilla               | Rudi Garcia                                                              | Eden Hazard, Mickaël Landreau, Rio Mavuba (38)             | Moussa Sow (25)                                                 |
| Lorient             | Christian Gourcuff                                                       | Morgan Amalfitano (38)                                     | Kévin Gameiro (22)                                              |
| Monaco              | Guy Lacombe (1ª-19ª) Laurent Banide (20ª-38ª)                            | Stéphane Ruffier (34)                                      | Park Chu-young (12)                                             |
| Montpellier         | René Girard                                                              | Geoffrey Jourdren, Olivier Giroud (37)                     | Olivier Giroud (12)                                             |
| Nancy               | Pablo Correa                                                             | Julien Féret (36)                                          | Youssouf Hadji (8)                                              |
| Nizza               | Éric Roy                                                                 | David Ospina (35)                                          | Éric Mouloungui (8)                                             |
| O. Lione            | Claude Puel                                                              | Hugo Lloris (37)                                           | Lisandro López (17)                                             |
| O. Marsiglia        | Didier Deschamps                                                         | Steve Mandanda (38)                                        | Loïc Rémy (15)                                                  |
| Paris Saint-Germain | Antoine Kombouaré                                                        | Ludovic Giuly, Christophe Jallet, Nenê, Mamadou Sakho (35) | Nenê (14)                                                       |
| Rennes              | Frédéric Antonetti                                                       | Romain Danzé (38)                                          | Víctor Hugo Montaño (9)                                         |
| Saint-Étienne       | Christophe Galtier                                                       | Bakary Sako (38)                                           | Dimitri Payet (13)                                              |
| Sochaux             | Francis Gillot                                                           | Ryad Boudebouz, David Sauget (38)                          | Brown Ideye, Modibo Maïga (15)                                  |
| Tolosa              | Alain Casanova                                                           | Étienne Capoue, Daniel Congré (37)                         | Daniel Braaten, Federico Santander, Moussa Sissoko (5)          |
| Valenciennes        | Philippe Montanier                                                       | Nicolas Penneteau (38)                                     | Grégory Pujol (17)                                              |

## Classifica finale
|       | Pos. | Squadra             | Pt | G  | V  | N  | P  | GF | GS | DR  |
| ----- | ---- | ------------------- | -- | -- | -- | -- | -- | -- | -- | --- |
|       | 1.   | Lilla               | 76 | 38 | 21 | 13 | 4  | 68 | 36 | +32 |
|       | 2.   | Olympique Marsiglia | 68 | 38 | 18 | 14 | 6  | 62 | 39 | +23 |
|       | 3.   | Olympique Lione     | 64 | 38 | 17 | 13 | 8  | 61 | 40 | +21 |
|       | 4.   | Paris Saint-Germain | 60 | 38 | 15 | 15 | 8  | 56 | 41 | +15 |
| [ 7 ] | 5.   | Sochaux             | 58 | 38 | 17 | 7  | 14 | 60 | 43 | +17 |
| [ 8 ] | 6.   | Rennes              | 56 | 38 | 15 | 11 | 12 | 38 | 35 | +3  |
|       | 7.   | Bordeaux            | 51 | 38 | 12 | 15 | 11 | 43 | 42 | +1  |
|       | 8.   | Tolosa              | 50 | 38 | 14 | 8  | 16 | 38 | 36 | +2  |
|       | 9.   | Auxerre             | 49 | 38 | 10 | 19 | 9  | 45 | 41 | +4  |
|       | 10.  | Saint-Étienne       | 49 | 38 | 12 | 13 | 13 | 46 | 47 | -1  |
|       | 11.  | Lorient             | 49 | 38 | 12 | 13 | 13 | 46 | 48 | -2  |
|       | 12.  | Valenciennes        | 48 | 38 | 10 | 18 | 10 | 45 | 41 | +4  |
|       | 13.  | Nancy               | 48 | 38 | 13 | 9  | 16 | 42 | 48 | -6  |
|       | 14.  | Montpellier         | 47 | 38 | 12 | 11 | 15 | 32 | 43 | -11 |
|       | 15.  | Caen                | 46 | 38 | 11 | 13 | 14 | 46 | 51 | -5  |
|       | 16.  | Brest               | 46 | 38 | 11 | 13 | 14 | 36 | 43 | -7  |
|       | 17.  | Nizza               | 46 | 38 | 11 | 13 | 14 | 33 | 48 | -15 |
|       | 18.  | Monaco              | 44 | 38 | 9  | 17 | 12 | 36 | 40 | -4  |
|       | 19.  | Lens                | 35 | 38 | 7  | 14 | 17 | 35 | 57 | -22 |
|       | 20.  | Arles               | 20 | 38 | 3  | 11 | 24 | 21 | 70 | -49 |

### Verdetti
- Lilla campione di Francia 2010-2011.
- Lilla, Olympique Marsiglia e Olympique Lione in UEFA Champions League 2011-2012.
- Paris Saint-Germain, Rennes e Sochaux in UEFA Europa League 2011-2012.
- Monaco, Lens e Arles-Avignon retrocesse in Ligue 2 2011-2012.

### Squadra campione
- Mickaël Landreau
- Mathieu Debuchy
- Aurélien Chedjou
- Franck Béria
- Yohan Cabaye
- Adil Rami
- Pierre-Alain Frau
- Rio Mavuba
- Moussa Sow
- Eden Hazard
- Gervinho
- Allenatore:  Rudi Garcia

Riserve
 Túlio de Melo,  Florent Balmont,  Ludovic Obraniak, Emerson da Conceição, David Rozehnal, Stéphane Dumont,  Idrissa Gana Gueye,  Pape Souaré,  Jerry Vandam, Omar Wade

## Classifica marcatori
Aggiornata al 22 maggio 2011
|  | Gol | Marcatore        | Squadra             |
|  | --- | ---------------- | ------------------- |
|  | 25  | Moussa Sow       | Lilla               |
|  | 22  | Kevin Gameiro    | Lorient             |
|  | 17  | Youssef El-Arabi | Caen                |
|  | 17  | Lisandro López   | Olympique Lione     |
|  | 17  | Grégory Pujol    | Valenciennes        |
|  | 16  | Loïc Rémy        | Olympique Marsiglia |
|  | 15  | Gervinho         | Lilla               |
|  | 15  | Modibo Maïga     | Sochaux             |
|  | 15  | Brown Ideye      | Sochaux             |
|  | 12  | Olivier Giroud   | Montpellier         |
|  | 11  | André Ayew       | Olympique Marsiglia |

## Statistiche

### Capoliste solitarie
- Dalla 3ª alla 5ª giornata:  Tolosa
- 7ª giornata:  Saint-Étienne
- Dalla 8ª alla 10ª giornata:  Rennes
- Dalla 11ª alla 13ª giornata:  Brest
- 15ª giornata:  Olympique Marsiglia
- Dalla 16ª alla 17ª giornata:  Lilla
- Dalla 19ª alla 24ª giornata:  Lilla
- Dalla 27ª alla 31ª giornata:  Lilla
- 32ª giornata:  Olympique Marsiglia
- Dalla 33ª alla 38ª giornata:  Lilla

## Calendario e risultati
| andata      | 1ª giornata            | ritorno      |
| 7 ago. 2010 |                        | 29 mag. 2011 |
| 0-0         | Nizza-Valenciennes     | 1-2          |
| 0-0         | Lione-Monaco           | 2-0          |
| 3-1         | Paris SG-Saint Etienne | 1-1          |
| 1-1         | Rennes-Lilla           | 2-3          |
| 2-0         | Tolosa-Stade Brest     | 2-0          |
| 2-1         | Sochaux-Arles Avignon  | 3-1          |
| 2-2         | Auxerre-Lorient        | 2-1          |
| 1-2         | Lens-Nancy             | 0-4          |
| 1-2         | Marsiglia-Caen         | 2-2          |
| 1-0         | Montpellier-Bordeaux   | 0-2          |

| andata       | 4ª giornata              | ritorno      |
| 28 ago. 2010 |                          | 15 gen. 2011 |
| 3-1          | Sochaux-Paris SG         | 1-2          |
| 0-2          | Caen-Stade Brest         | 3-1          |
| 3-1          | Saint Etienne-Lens       | 1-2          |
| 1-1          | Lilla-Nizza              | 2-0          |
| 2-0          | Monaco-Auxerre           | 1-1          |
| 2-0          | Lorient-Lione            | 0-3          |
| 0-1          | Valenciennes-Montpellier | 1-2          |
| 0-1          | Arles Avignon-Rennes     | 0-4          |
| 1-1          | Bordeaux-Marsiglia       | 1-2          |
| 0-2          | Nancy-Tolosa             | 0-1          |

| andata       | 7ª giornata               | ritorno      |
| 25 set. 2010 |                           | 12 feb. 2011 |
| 1-1          | Tolosa-Lilla              | 0-2          |
| 1-2          | Nizza-Rennes              | 0-2          |
| 0-1          | Lione-Saint Etienne       | 4-1          |
| 0-2          | Lens-Paris SG             | 0-0          |
| 2-1          | Lorient-Monaco            | 1-3          |
| 2-2          | Auxerre-Nancy             | 1-3          |
| 3-1          | Montpellier-Arles Avignon | 0-0          |
| 2-1          | Marsiglia-Sochaux         | 2-1          |
| 1-0          | Stade Brest-Valenciennes  | 0-3          |
| 0-0          | Caen-Bordeaux             | 2-1          |

| andata       | 10ª giornata         | ritorno     |
| 23 ott. 2010 |                      | 5 mar. 2011 |
| 1-3          | Sochaux-Tolosa       | 1-0         |
| 1-1          | Saint Etienne-Caen   | 0-1         |
| 1-0          | Lens-Nizza           | 0-0         |
| 0-1          | Rennes-Montpellier   | 1-0         |
| 0-2          | Monaco-Valenciennes  | 0-0         |
| 1-3          | Lilla-Marsiglia      | 2-1         |
| 1-0          | Nancy-Lorient        | 0-0         |
| 1-1          | Arles Avignon-Lione  | 0-5         |
| 0-2          | Bordeaux-Stade Brest | 3-1         |
| 2-3          | Paris SG-Auxerre     | 0-1         |

| andata       | 13ª giornata               | ritorno     |
| 13 nov. 2010 |                            | 2 apr. 2011 |
| 1-1          | Lorient-Paris SG           | 0-0         |
| 1-0          | Lione-Nizza                | 2-2         |
| 2-5          | Caen-Lilla                 | 1-3         |
| 0-0          | Monaco-Arles Avignon       | 2-0         |
| 1-1          | Stade Brest-Sochaux        | 1-2         |
| 2-1          | Bordeaux-Nancy             | 0-0         |
| 1-0          | Montpellier-Tolosa         | 1-0         |
| 1-1          | Marsiglia-Lens             | 1-0         |
| 1-1          | Valenciennes-Saint Etienne | 1-1         |
| 2-1          | Auxerre-Rennes             | 0-0         |

| andata      | 16ª giornata           | ritorno      |
| 4 dic. 2010 |                        | 24 apr. 2011 |
| 2-2         | Saint Etienne-Bordeaux | 0-2          |
| 1-1         | Lens-Auxerre           | 1-1          |
| 1-0         | Rennes-Monaco          | 0-1          |
| 3-1         | Paris SG-Stade Brest   | 2-2          |
| 2-1         | Sochaux-Valenciennes   | 1-1          |
| 1-0         | Nizza-Marsiglia        | 2-4          |
| 1-0         | Tolosa-Caen            | 1-1          |
| 1-1         | Arles Avignon-Nancy    | 0-0          |
| 1-2         | Montpellier-Lione      | 2-3          |
| 6-3         | Lilla-Lorient          | 1-1          |

| andata       | 19ª giornata          | ritorno      |
| 22 dic. 2010 |                       | 11 mag. 2011 |
| 0-0          | Stade Brest-Marsiglia | 0-3          |
| 0-0          | Lorient-Montpellier   | 1-3          |
| 2-0          | Nancy-Paris SG        | 2-2          |
| 1-1          | Lione-Auxerre         | 0-4          |
| 2-1          | Valenciennes-Tolosa   | 0-0          |
| 1-0          | Caen-Rennes           | 1-1          |
| 2-1          | Monaco-Sochaux        | 0-3          |
| 2-2          | Bordeaux-Lens         | 0-1          |
| 0-0          | Arles Avignon-Nizza   | 2-3          |
| 1-1          | Lilla-Saint Etienne   | 2-1          |

| andata       | 2ª giornata            | ritorno      |
| 14 ago. 2010 |                        | 21 mag. 2011 |
| 1-2          | Lorient-Nizza          | 0-2          |
| 3-2          | Valenciennes-Marsiglia | 2-2          |
| 1-1          | Stade Brest-Auxerre    | 1-0          |
| 0-0          | Monaco-Montpellier     | 1-0          |
| 3-2          | Saint Etienne-Sochaux  | 1-2          |
| 0-3          | Nancy-Rennes           | 2-0          |
| 0-1          | Arles Avignon-Lens     | 1-0          |
| 1-2          | Bordeaux-Tolosa        | 0-2          |
| 3-2          | Caen-Lione             | 0-0          |
| 0-0          | Lilla-Paris SG         | 2-2          |

| andata       | 5ª giornata            | ritorno      |
| 11 set. 2010 |                        | 29 gen. 2011 |
| 2-1          | Nizza-Bordeaux         | 0-2          |
| 1-1          | Lione-Valenciennes     | 1-2          |
| 4-0          | Paris SG-Arles Avignon | 2-1          |
| 2-1          | Rennes-Sochaux         | 1-5          |
| 0-1          | Tolosa-Saint Etienne   | 1-2          |
| 1-1          | Auxerre-Caen           | 0-2          |
| 1-2          | Montpellier-Nancy      | 2-1          |
| 2-2          | Marsiglia-Monaco       | 0-0          |
| 0-0          | Stade Brest-Lorient    | 0-2          |
| 1-4          | Lens-Lilla             | 0-1          |

| andata      | 8ª giornata             | ritorno      |
| 2 ott. 2010 |                         | 19 feb. 2011 |
| 3-0         | Sochaux-Lens            | 3-2          |
| 1-1         | Saint Etienne-Marsiglia | 1-2          |
| 3-1         | Rennes-Tolosa           | 2-1          |
| 0-0         | Paris SG-Nizza          | 3-0          |
| 0-1         | Monaco-Stade Brest      | 0-2          |
| 2-3         | Nancy-Lione             | 0-4          |
| 2-1         | Valenciennes-Caen       | 2-2          |
| 0-4         | Arles Avignon-Auxerre   | 1-1          |
| 1-0         | Bordeaux-Lorient        | 1-5          |
| 3-1         | Lilla-Montpellier       | 0-1          |

| andata       | 11ª giornata              | ritorno      |
| 30 ott. 2010 |                           | 12 mar. 2011 |
| 2-0          | Lorient-Arles Avignon     | 3-3          |
| 1-1          | Tolosa-Lens               | 1-0          |
| 2-1          | Lione-Sochaux             | 2-0          |
| 2-3          | Caen-Nancy                | 0-2          |
| 2-0          | Stade Brest-Saint Etienne | 0-2          |
| 2-0          | Auxerre-Nizza             | 0-1          |
| 1-1          | Montpellier-Paris SG      | 2-2          |
| 0-0          | Marsiglia-Rennes          | 2-0          |
| 1-1          | Valenciennes-Lilla        | 1-2          |
| 2-2          | Monaco-Bordeaux           | 1-0          |

| andata       | 14ª giornata           | ritorno     |
| 20 nov. 2010 |                        | 9 apr. 2011 |
| 1-3          | Lens-Lione             | 0-3         |
| 2-1          | Rennes-Stade Brest     | 0-2         |
| 2-1          | Paris SG-Caen          | 2-1         |
| 2-1          | Lilla-Monaco           | 0-1         |
| 1-1          | Saint Etienne-Auxerre  | 2-2         |
| 0-1          | Nizza-Montpellier      | 1-1         |
| 0-1          | Tolosa-Marsiglia       | 2-2         |
| 2-4          | Arles Avignon-Bordeaux | 0-0         |
| 2-0          | Sochaux-Lorient        | 1-1         |
| 2-0          | Nancy-Valenciennes     | 1-1         |

| andata       | 17ª giornata            | ritorno      |
| 11 dic. 2010 |                         | 30 apr. 2011 |
| 0-0          | Stade Brest-Montpellier | 0-0          |
| 3-0          | Lorient-Lens            | 3-2          |
| 1-0          | Nancy-Sochaux           | 0-1          |
| 2-0          | Lione-Tolosa            | 0-2          |
| 1-2          | Valenciennes-Paris SG   | 1-3          |
| 0-2          | Monaco-Saint Etienne    | 1-1          |
| 1-1          | Auxerre-Marsiglia       | 1-1          |
| 0-0          | Bordeaux-Rennes         | 0-0          |
| 0-1          | Arles Avignon-Lilla     | 0-5          |
| 0-0          | Caen-Nizza              | 4-0          |

| andata       | 3ª giornata          | ritorno      |
| 21 ago. 2010 |                      | 15 mag. 2011 |
| 1-0          | Lione-Stade Brest    | 1-1          |
| 1-2          | Paris SG-Bordeaux    | 0-1          |
| 0-0          | Rennes-Saint Etienne | 2-1          |
| 2-2          | Lens-Monaco          | 1-1          |
| 1-1          | Nizza-Nancy          | 0-3          |
| 1-1          | Auxerre-Valenciennes | 1-1          |
| 0-0          | Montpellier-Caen     | 0-2          |
| 2-0          | Marsiglia-Lorient    | 2-2          |
| 2-1          | Tolosa-Arles Avignon | 0-1          |
| 0-0          | Sochaux-Lilla        | 0-1          |

| andata       | 6ª giornata               | ritorno     |
| 18 set. 2010 |                           | 5 feb. 2011 |
| 4-0          | Sochaux-Nizza             | 0-1         |
| 3-0          | Saint Etienne-Montpellier | 2-1         |
| 0-0          | Paris SG-Rennes           | 0-1         |
| 1-0          | Lilla-Auxerre             | 1-1         |
| 0-0          | Monaco-Tolosa             | 0-2         |
| 0-1          | Lorient-Caen              | 2-0         |
| 1-1          | Valenciennes-Lens         | 1-1         |
| 0-3          | Arles Avignon-Marsiglia   | 0-1         |
| 2-0          | Bordeaux-Lione            | 0-0         |
| 0-2          | Nancy-Stade Brest         | 1-2         |

| andata       | 9ª giornata               | ritorno      |
| 16 ott. 2010 |                           | 26 feb. 2011 |
| 0-2          | Tolosa-Paris SG           | 1-2          |
| 2-1          | Nizza-Saint Etienne       | 2-0          |
| 3-1          | Lione-Lilla               | 1-1          |
| 0-0          | Lens-Rennes               | 0-2          |
| 2-1          | Lorient-Valenciennes      | 0-0          |
| 0-1          | Auxerre-Bordeaux          | 0-3          |
| 2-0          | Montpellier-Sochaux       | 0-0          |
| 1-0          | Marsiglia-Nancy           | 2-1          |
| 0-0          | Stade Brest-Arles Avignon | 1-1          |
| 0-0          | Caen-Monaco               | 2-2          |

| andata      | 12ª giornata          | ritorno      |
| 6 nov. 2010 |                       | 19 mar. 2011 |
| 1-2         | Saint Etienne-Lorient | 0-0          |
| 2-0         | Lens-Montpellier      | 4-1          |
| 1-1         | Rennes-Lione          | 1-1          |
| 2-1         | Paris SG-Marsiglia    | 1-2          |
| 1-1         | Sochaux-Auxerre       | 0-2          |
| 0-4         | Nancy-Monaco          | 1-0          |
| 2-0         | Nizza-Tolosa          | 1-1          |
| 3-2         | Arles Avignon-Caen    | 0-2          |
| 1-1         | Bordeaux-Valenciennes | 2-2          |
| 3-1         | Lilla-Stade Brest     | 2-1          |

| andata       | 15ª giornata               | ritorno      |
| 27 nov. 2010 |                            | 20 apr. 2011 |
| 2-0          | Lorient-Rennes             | 2-1          |
| 1-1          | Nancy-Saint Etienne        | 1-2          |
| 2-2          | Lione-Paris SG             | 0-1          |
| 0-3          | Caen-Sochaux               | 2-3          |
| 4-1          | Stade Brest-Lens           | 1-1          |
| 1-2          | Auxerre-Tolosa             | 1-0          |
| 1-1          | Bordeaux-Lilla             | 1-1          |
| 4-0          | Marsiglia-Montpellier      | 2-1          |
| 3-0          | Valenciennes-Arles Avignon | 1-0          |
| 1-1          | Monaco-Nizza               | 2-3          |

| andata       | 18ª giornata                | ritorno     |
| 18 dic. 2010 |                             | 7 mag. 2011 |
| 1-1          | Sochaux-Bordeaux            | 4-0         |
| 2-0          | Saint Etienne-Arles Avignon | 1-0         |
| 2-0          | Lens-Caen                   | 1-1         |
| 1-0          | Rennes-Valenciennes         | 0-2         |
| 1-1          | Montpellier-Auxerre         | 0-1         |
| 3-0          | Lilla-Nancy                 | 1-0         |
| 1-1          | Nizza-Stade Brest           | 0-0         |
| 3-0          | Tolosa-Lorient              | 0-0         |
| 1-1          | Marsiglia-Lione             | 2-3         |
| 2-2          | Paris SG-Monaco             | 1-1         |